# Негативний висновок із стверджувальних засновків
Негативний висновок із стверджувальних засновків — це силогічна помилка, яка скоюється, коли категоричний силогізм має негативний висновок, але обидва засновки є ствердними. Нездатність зі стверджувальних засновків дійти негативного висновку зазвичай називають одним із основних правил побудови дійсність категоричного силогізму.
Висловлювання в силогізмах можна ідентифікувати як такі форми:
- a: Усі A є B. (ствердження)
- e: Жодне A не є B. (заперечення)
- i: Деяке А є Б. (ствердження)
- o: Деяке A не є B. (заперечення)

Правило стверджує, що силогізм, у якому обидві посилки мають форму a або i (стверджувальні), не може дійти висновку форми e чи o (заперечний). Один і тільки один із засновків має бути негативним, щоб побудувати дійсний силогізм з негативним висновком. (Силогізм з двома заперечними засновками вчиняє пов'язану помилку виключних засновків.)
Приклад (недійсна форма aae):
Засновок: Усі полковники офіцери.
Засновок: Усі офіцери — солдати.
Висновок: Отже, жодні полковники не є солдатами.
Форма aao-4, можливо, більш тонка, оскільки вона відповідає багатьом правилам, що регулюють дійсні силогізми, за винятком того, що вона дає негативний висновок із стверджувальних посилок.
Недійсна форма aao-4:
Всі А є Б.
Всі B є C.
Отже, деяке С не є А.
Це справедливо, лише якщо A є правильною підмножиною B і/або B є правильною підмножиною C. Однак цей аргумент приходить до помилкового висновку, якщо A, B і C є еквівалентні.
У випадку, коли A = B = C, висновок такого простого силогізму aaa-1 суперечить наведеному вище аргументу aao-4:
Всі В є А.
Все C є B.
Отже, все C є A.